# I-53 (tàu ngầm Nhật) (1942)
I-53 là một tàu ngầm tuần dương thuộc lớp Type C3 được Hải quân Đế quốc Nhật Bản chế tạo vào giai đoạn cuối Chiến tranh Thế giới thứ hai. Nó là chiếc tàu ngầm thứ hai của Hải quân Nhật mang cái tên này, sau khi chiếc I-53 thứ nhất được đổi tên thành I-153 vào năm 1942. Nhập biên chế năm 1944, nó hoạt động chủ yếu như tàu ngầm mang ngư lôi tự sát Kaiten trong năm cuối cùng của cuộc xung đột trước khi đầu hàng lực lượng Đồng Minh khi chiến tranh kết thúc. I-53 bị Hải quân Hoa Kỳ đánh chìm ngoài khơi quần đảo Gotō trong khuôn khổ Chiến dịch Road's End vào ngày 1 tháng 4, 1946.

## Thiết kế và chế tạo

### Thiết kế
Tàu ngầm Type C3 là biến thể tàu ngầm vận tải dựa trên Type C2 dẫn trước, với ít hơn hai ống phóng ngư lôi, tăng thêm một khẩu hải pháo trên boong, và động cơ có công suất yếu hơn để nâng cao tầm xa hoạt động. Chúng có trọng lượng choán nước 2.605 tấn (2.564 tấn Anh) khi nổi và 3.702 tấn (3.644 tấn Anh) khi lặn, lườn tàu có chiều dài 108,7 m (356 ft 8 in), mạn tàu rộng 9,3 m (30 ft 6 in) và mớn nước sâu 5,1 m (16 ft 9 in). Con tàu có thể lặn sâu đến 100 m (328 ft).
Tàu ngầm Type C3 chỉ được trang bị hai động cơ diesel công suất 2.350 mã lực phanh (1.752 kW), mỗi chiếc vận hành một trục chân vịt. Khi lặn, mỗi trục được vận hành bởi một động cơ điện công suất 600 mã lực (447 kW). Khi di chuyển trên mặt nước nó đạt tốc độ tối đa 17,75 hải lý trên giờ (32,87 km/h; 20,43 mph) và 6,5 hải lý trên giờ (12,0 km/h; 7,5 mph) khi lặn dưới nước, tầm xa hoạt động của Type C là 27.000 hải lý (50.000 km; 31.000 mi) ở tốc độ 12 hải lý trên giờ (22 km/h; 14 mph), và có thể lặn xa 105 nmi (194 km; 121 mi) ở tốc độ 3 hải lý trên giờ (5,6 km/h; 3,5 mph).
Các con tàu có sáu ống phóng ngư lôi 53,3 cm (21,0 in), tất cả được bố trí trước mũi, và mang theo tổng cộng 19 quả ngư lôi. Vũ khí trên boong tàu bao gồm hai khẩu hải pháo 14 cm (5,5 in), cùng một pháo phòng không 25 mm Type 96 nòng đôi. Vào lúc nó hoàn tất, I-53 được trang bị radar Type 13 phòng không và radar Type 22 dò tìm mặt biển.

### Chế tạo
Được đặt hàng trong Chương trình Maru Tsui năm 1941, I-53 được đặt lườn như là chiếc Tàu ngầm số 626 tại Xưởng vũ khí Hải quân Kure ở Kure, Hiroshima vào ngày 15 tháng 5, 1942. Nó được đổi tên thành I-53 vào ngày 1 tháng 11, 1942, trở thành tàu ngầm thứ hai của Nhật Bản mang cái tên này, sau khi chiếc I-53 thứ nhất được đổi tên thành I-153 vào ngày 20 tháng 5, 1942. Con tàu được hạ thủy vào ngày 24 tháng 12, 1942, rồi hoàn tất và nhập biên chế vào ngày 20 tháng 2, 1944, dưới quyền chỉ huy của Thiếu tá Hải quân Toyomasu Seihachi.

## Lịch sử hoạt động

### 1944
Vào lúc nhập biên chế, I-53 được phối thuộc cùng Quân khu Hải quân Kure, và được phân về Hải đội Tàu ngầm 11 trực thuộc Đệ Lục hạm đội.

#### Chiến dịchTatsumaki
Sau khi được tiếp nhiên liệu, I-53 khởi hành từ Tokuyama, Yamaguchi vào ngày 29 tháng 3, 1944 để tiếp tục thực hành huấn luyện trong biển nội địa Seto. Đến tháng 4, nó tham gia huấn luyện cùng các tàu ngầm I-36, I-38, I-41 và I-44 trong biển nội địa Seto nhằm chuẩn bị cho Chiến dịch Tatsumaki. ref name=CBF/> Kế hoạch dự định các tàu ngầm sẽ di chuyển từ Kure đến Majuro thuộc quần đảo Marshall, vận chuyển theo xe tăng lội nước Type 4 Ka-Tsu cải tiến, mỗi chiếc mang theo hai ngư lôi 450 mm (18 in). Tại Majuro những chiếc Ka-Tsu sẽ được cho đổ bộ vào vũng biển và tấn công tàu bè Đồng Minh bằng ngư lôi. Tuy nhiên Chiến dịch Tatsumaki đã bị hoãn lại để khắc phục những khiếm khuyết của chiếc xe tăng lội nước, và cuối cùng bị hủy bỏ hoàn toàn.

#### Chuyến tuần tra thứ nhất
Vào ngày 17 tháng 5, I-53 khởi hành từ Saeki, Hiroshima cho chuyến tuần tra đầu tiên trong chiến tranh, đi đến khu vực được chỉ định về phía Đông Bắc Kavieng trên đảo New Britain thuộc quần đảo Bismarck. Lúc đang trên đường đi, nó được điều động sang Đội tàu ngầm 15 trực thuộc Đệ Lục hạm đội từ ngày 19 tháng 5. Đến ngày 28 tháng 6, chiếc tàu ngầm gặp sự cố rò rỉ nặng thùng chứa nhiên liệu. Nó rời khu vực tuần tra và ghé đến căn cứ Truk từ ngày 2 đến ngày 15 tháng 7 để sửa chữa tạm thời. Sau đó nó đón Tư lệnh Hải đội Tàu ngầm 7 lên tàu cho hành trình quay trở về Kure, đến nơi vào ngày 25 tháng 7.
I-53 đi đến Sasebo vào ngày 28 tháng 7, nơi nó vào ụ tàu để được sửa chữa, đồng thời lớp sơn phủ chống radar cũng được tân trang. Đến cuối tháng 8, chiếc tàu ngầm được chọn để cải biến thành tàu ngầm mẹ mang ngư lôi tự sát Kaiten. Khẩu Hải pháo 14 cm/40 Kiểu năm thứ 11 trên boong phía sau tháp chỉ huy được tháo dỡ, lấy chỗ lắp đặt các bộ gá để có thể chở được bốn ngư lôi Kaiten.
Vào ngày 13 tháng 10, Bộ tư lệnh Hạm đội Liên hợp ra lệnh tiến hành Chiến dịch Shō-Gō 1 nhằm phòng thủ quần đảo Philippine, phòng ngừa một cuộc đổ bộ của lực lượng Đồng Minh lên quần đảo này. Mặc dù công việc cải biến thành tàu ngầm mang Kaiten vẫn chưa hoàn tất, I-53 được lệnh tham gia Chiến dịch Shō-Gō 1 như một tàu ngầm thông thường. Cùng vào ngày 13 tháng 10, nó được lệnh tham gia cùng các tàu ngầm I-26, I-45, I-54 và I-56 để hình thành nên Đội "A" dưới sự chỉ huy trực tiếp của Tư lệnh Đệ Lục hạm đội.

#### Chuyến tuần tra thứ hai
I-53 khởi hành từ Kure vào ngày 19 tháng 10 cho chuyến tuần tra thứ hai để hoạt động tại khu vực ngoài khơi Philippines. Lực lượng Hoa Kỳ đổ bộ lên đảo Leyte thuộc Philippines vào ngày 20 tháng 10, khởi sự cho trận Leyte cũng như Chiến dịch Philippines, và I-53 được lệnh tuần tra tại vùng biển Philippine về phía Đông Leyte từ ngày 21 tháng 10. Cho dù cuộc phản công của Hải quân Nhật Bản đã đưa đến trận Hải chiến vịnh Leyte từ ngày 23 đến ngày 26 tháng 10, I-53 đã không có hoạt động tác chiến nào mãi cho đến ngày 4 tháng 11. Đang khi di chuyển trên mặt nước trong biển Philippine ở vị trí cách Manila 650 nmi (1.200 km) về phía Đông, lúc khoảng 01 giờ 00, nó bị một tàu khu trục Hoa Kỳ, có thể là chiếc USS Boyd, phát hiện và tấn công, và sau đó còn có sự tham gia của tàu khu trục USS Brown. Trong cuộc truy đuổi kéo dài đến 38 giờ, chiếc tàu ngầm phải lặn sâu đến 490 ft (150 m) để ẩn nấp cho đến khi thoát được. Nó quay trở về Kure vào ngày 22 tháng 11.

#### Nhiệm vụKaitenthứ nhất
Đang khi nó ở lại căn cứ Kure, công việc cải biến I-53 thành tàu ngầm mang ngư lôi Kaiten được hoàn tất. Đến ngày 8 tháng 12, nó được điều về Đội Kaiten Kongo cùng với các tàu ngầm I-36, I-47, I-48, I-56 và I-58, nhằm chuẩn bị cho một đợt tấn công Kaiten mới dự định vào sáng sớm ngày 11 tháng 1, 1945, đồng loạt vào năm nơi neo đậu của Hải quân Hoa Kỳ ở các địa điểm cách xa nhau; thời điểm tấn công sau đó được trì hoãn sang ngày 12 tháng 1, 1945. Vào ngày 19 tháng 12, I-53 thực hành huấn luyện cùng các tàu ngầm khác của Đội Kongo; và đến ngày 28 tháng 12, I-53 cùng với I-58 đi đến Otsujima, nơi nó nhận lên tàu các ngư lôi Kaiten cùng hoa tiêu tương ứng.
Đến 10 giờ 00 ngày 30 tháng 12, I-53 khởi hành để cùng các tàu ngầm I-36 và I-58 hướng sang mục tiêu, nơi neo đậu của hạm đội Hoa Kỳ tại Kossol Roads thuộc quần đảo Palau. Nó trồi lên mặt nước lúc 07 giờ 00 ngày 12 tháng 1, 1945 ở vị trí 4 nmi (7,4 km) ngoài khơi Kossol Roads, và cho phóng các ngư lôi Kaiten. Một chiếc bị nổ tung không lâu sau khi phóng, và một chiếc khác không thể khởi động động cơ, nhưng hai chiếc còn lại được phóng thành công. Khoảng 80 phút sau đó, I-53 nghe thấy hai tiếng nổ, và trinh sát viên Nhật Bản trên các đảo lân cận báo cáo hai chiếc Kaiten đã đánh trúng hai tàu Đồng Minh tại nơi neo đậu, nên I-53 được ghi nhận đã đánh chìm được hai tàu chở quân, cho dù tra cứu tài liệu sau chiến tranh không thể xác nhận chiến công này. Sau đó I-53 tiếp cận chiếc Kaiten còn lại bị hỏng động cơ, nhưng nhận ra viên hoa tiêu đã bất tỉnh do ngạt hơi xăng. Nó quay trở về Kure vào ngày 26 tháng 1, 1945 để sửa chữa và đại tu.

### 1945

#### Nhiệm vụKaitenthứ hai
Vào ngày 27 tháng 3, 1945, I-53 được điều về Đội Kaiten Tatara cùng với các tàu ngầm I-44, I-47, I-56 và I-58, với I-47 đảm nhiệm vai trò soái hạm, có nhiệm vụ tấn công tàu bè Đồng Minh ngoài khơi Okinawa. Nó khởi hành vào xế trưa ngày 30 tháng 3 để đi sang Hikari, nơi nó nhận lên tàu bốn ngư lôi Kaiten cùng hoa tiêu tương ứng. Đang khi tiến hành lặn thử nghiệm trên đường đi, chiếc tàu ngầm va phải một quả thủy lôi từ tính được một máy bay B-29 Superfortress của Không lực Lục quân Hoa Kỳ rải ngoài khơi đảo Iwai trong biển nội địa Seto. Vụ nổ đã làm hỏng các động cơ diesel, phá hủy một số ắc-quy và làm rò rỉ thùng chứa nhiên liệu bên mạn phải. Những hư hại này buộc I-53 phải quay trở lại Kure chỉ với một chân vịt và sử dụng động cơ phụ.
Đi đến Kure vào ngày 1 tháng 4, I-53 được đưa vào ụ tàu để sửa chữa. Ngoài ra khẩu hải pháo 140 mm (5,5 in) trên boong tàu được tháo dỡ, lấy chỗ để có thể mang thêm hai ngư lôi Kaiten, nâng tổng số ngư lôi tự sát có thể mang theo lên sáu quả. Chiếc tàu ngầm còn được bổ sung ống hơi, và mọi vị trí mang ngư lôi Kaiten đều được trang bị cửa ống để hoa tiêu có thể đi sang ngư lôi của mình trong khi chiếc tàu ngầm không cần trồi lên mặt nước. Sau khi hoàn tất việc sửa chữa và nâng cấp, nó rời Kure vào ngày 9 tháng 7 để đi sang Otsujima, thực hành huấn luyện tác chiến trên đường đi. I-53 đi đến Otsujima vào ngày 13 tháng 7.

#### Nhiệm vụKaitenthứ ba
Vào ngày 14 tháng 7, I-53 được điều về Đội Kaiten Tamon cùng với các tàu ngầm I-47, I-58, I-363, I-366 và I-367. Nó vào sáng hôm đó, rồi lên đường vào lúc xế trưa để hướng đến khu vực hoạt động cách mũi cực Nam Đài Loan 300 nmi (560 km) về phía Đông Nam. Nó đến nơi vào ngày 22 tháng 7.
Sang ngày 24 tháng 7, I-53 đang hoạt động ngầm trong biển Philippine cách mũi Engaño 260 nmi (480 km) về phía Đông Bắc, khi nó phát hiện một đoàn tàu vận tải Hải quân Hoa Kỳ, bao gồm tàu kho chứa USS Adria cùng sáu tàu đổ bộ LST, đang vận chuyển binh lính thuộc Sư đoàn 96 Bộ binh rút lui sau trận Okinawa. Chúng được hộ tống bởi tàu hộ tống khu trục USS Underhill (DE-682), xuồng hộ tống tuần tra USS PCE-872, và các tàu săn ngầm USS PC-803, USS PC-804, USS PC-807, USS PC-1251, USS SC-1306 và USS SC-1309, di chuyển với tốc độ 10 kn (19 km/h) để hướng đến Philippines. Lúc khoảng 12 giờ 00, Underhill dò được tín hiệu sonar của I-53, nên ra lệnh cho PC-804 tấn công bằng mìn sâu. Sau đó Underhill đổi hướng để tìm cách húc chiếc tàu ngầm, nhưng I-53 lặn xuống ẩn nấp, rồi phóng một quả Kaiten lúc 14 giờ 25 phút. Underhill thả một loạt 13 quả mìn sâu tấn công lúc 14 giờ 53 phút. Trong khi đó chiếc Kaiten băng qua bên dưới PC-804, rồi nổi lên mặt nước dọc theo Underhill. Underhill đâm vào quả Kaiten lúc 15 giờ 07 phút, khiến quả Kaiten nổ tung, khiến Underhill vỡ làm đôi, và 113 thành viên thủy thủ đoàn tử trận. Phần mũi của Underhill đắm ngay lập tức, còn phần đuôi tiếp tục nổi cho đến khi bị hải pháo của PCE-872, PC-803 và PC-804 đánh chìm tại tọa độ 19°24′B 126°43′Đ / 19,4°B 126,717°Đ. I-53 báo cáo về căn cứ đã đánh chìm được một tàu vận tải lớn.
Lúc khoảng 13 giờ 00 ngày 27 tháng 7, I-53 đang đi ngầm tại eo biển Ba Sĩ khi nó phát hiện một đoàn tàu vận tải Hoa Kỳ mười chiếc đang hướng xuống phía Nam. I-53 tìm cách tiếp cận nhưng đoàn tàu đối phương di chuyển ra bên ngoài tầm bắn của ngư lôi. Tuy nhiên một hoa tiêu Kaiten yêu cầu được phép tấn công tự sát tầm xa, nên I-53 cho phóng quả Kaiten lúc khoảng 17 giờ 00, và nghe thấy một tiếng nổ lớn lúc khoảng 18 giờ 00.
Đến ngày 7 tháng 8, trong biển Philippine, I-53 trông thấy một đoàn tàu LST đang di chuyển từ Okinawa đến Leyte, Philippines tại tọa độ 20°17′B 128°07′Đ / 20,283°B 128,117°Đ, nên bắt đầu tiếp cận. Tàu hộ tống khu trục USS Earl V. Johnson phát hiện I-53 qua sonar lúc 00 giờ 23 phút ngày 8 tháng 8, nên đã thả một loạt 14 quả mìn sâu để tấn công, nhưng sau đó mất dấu mục tiêu. Earl V. Johnson lại dò thấy tín hiệu sonar 25 phút sau đó, nên tung ra thêm hai lượt mìn sâu lúc 00 giờ 55 phút và 02 giờ 12 phút. Các vụ nổ đã làm chấn động chiếc tàu ngầm đến mức nó bị hư hại một số ắc-quy, mất ánh sáng toàn bộ tàu và hỏng động cơ bánh lái. Đến 02 giờ 30 phút, I-53 phóng một quả Kaiten từ độ sâu 130 ft (40 m).
Trong khi đó, xuồng hộ tống tuần tra USS PCE-849 tham gia tấn công cùng Earl V. Johnson, bắn ra một loạt súng cối chống ngầm Hedgehog lúc 02 giờ 33 phút, nhưng không trúng đích. Đến 02 giờ 35 phút, Earl V. Johnson nhìn thấy một quả ngư lôi băng qua cạnh tàu, rồi thêm hai quả khác lúc 02 giờ 45 phút. Lúc 02 giờ 50 phút, I-53 nghe thấy một tiếng nổ lớn. PCE-849 lại bắn thêm một loạt súng cối chống ngầm Hedgehog lúc 02 giờ 56 phút, và Earl V. Johnson lại dò thấy tín hiệu sonar không lâu sau đó. I-53 phóng thêm một quả Kaiten lúc 03 giờ 00, nhưng hai quả Kaiten còn lại gặp trục trặc kỹ thuật nên không thể phóng. Đến 03 giờ 26 phút, Earl V. Johnson thả thêm một lượt mìn sâu nhằm vào một mục tiêu mới, nhưng bị hư hại nhẹ do chấn động bởi mìn sâu của chính mình, rồi nghe thấy một vụ nổ lớn lúc 03 giờ 30 phút. Earl V. Johnson rời khỏi cuộc tấn công để quay trở lại cùng đoàn tàu vận tải; còn I-53 nghe thấy một vụ nổ lớn lúc 03 giờ 32 phút.
Earl V. Johnson tự nhận đã đánh chìm được một tàu ngầm đối phương trong hoạt động này, nhưng thực ra I-53 vẫn sống sót. Đến chiều tối ngày hôm đó, Bộ tư lệnh Đệ Lục hạm đội ra lệnh cho I-53 quay trở về Nhật Bản. Nó về đến Otsujima vào ngày 12 tháng 8, chất dỡ hai quả Kaiten còn lại cùng hoa tiêu tương ứng trước khi tiếp tục đi sang căn cứ Kure, đến nơi vào ngày 13 tháng 8.

### Cuối chiến tranh - Bị loại bỏ
Thế Chiến II kết thúc vào ngày 15 tháng 8, 1945, khi Thiên hoàng Chiêu Hòa Hirohito công bố qua đài phát thanh mệnh lệnh đình chỉ chiến sự giữa Nhật Bản và Đồng Minh. I-55 đầu hàng lực lượng Đồng Minh vào ngày 2 tháng 9, đúng vào ngày văn kiện đầu hàng được ký kết trên thiết giáp hạm USS Missouri neo đậu trong vịnh Tokyo. I-55 được phía Đồng Minh thanh tra tại Kure vào ngày 5 tháng 10, được ghi nhận vận hành với thủy thủ đoàn rút gọn 50 người dưới sự chỉ huy của sĩ quan hoa tiêu, chứa 15 tấn nhiên liệu, 7,2 tấn gạo, 20 tấn nước ngọt và không có vũ khí. Con tàu được chuyển đến vịnh Ebisu gần Sasebo vào tháng 11, nơi thủy thủ đoàn tiếp tục bị cắt giảm.
Tên của I-55 được cho rút khỏi đăng bạ hải quân vào ngày 30 tháng 11, 1945. Sau khi tháo bỏ mọi thiết bị hữu ích và vật liệu có giá trị, nó được chiếc tàu tiếp liệu tàu ngầm Hoa Kỳ USS Nereus kéo đến khu vực ngoài khơi quần đảo Gotō, nơi nó bị Hải quân Hoa Kỳ đánh chìm bằng hải pháo trong khuôn khổ Chiến dịch Road's End vào ngày 1 tháng 4, 1946. I-55 đắm tại tọa độ 32°37′B 129°17′Đ / 32,617°B 129,283°Đ.